# Lalo Alzueta
Abelardo Daniel Alzueta Jaro, más conocido como Lalo Alzueta, (Madrid, 7 de enero de 1980), criado en el barrio de  El Zapilllo (Almería), es un periodista deportivo español licenciado en periodismo en la Universidad Complutense de Madrid. Fue la voz del baloncesto español en la televisión pública hasta los Juegos Olímpicos de Río de Janeiro 2016. Tres años después, en 2019, se incorporó a DAZN para comentar la Euroliga y la Liga de Campeones de Baloncesto. 
En 2016 se incorporó también al World Padel Tour en GOL TV, hasta su marcha en 2021.En(2021) Ficha por Movistar+ para comentar partidos de Baloncesto(acb).

## Carrera periodística
Tras terminar la carrera de periodismo en la Universidad Complutense de Madrid, Lalo Alzueta, realizó las prácticas para el Diario Marca y en Estrella Digital.
A partir de 2001 alternó su trabajo entre Radio Marca y el programa "Va de fútbol" emitido en Localia.
En 2007 comenzó a trabajar para RTVE donde empezó retransmitiendo los partidos del Unicaja de Málaga en la Euroliga. En 2008 formó parte del equipo que retransmitió los Juegos Olímpicos de Pekín 2008, en donde comentó los partidos de básquet junto con su gran amigo Paco Caro.
Tras esto, durante 10 años estuvo retransmitiendo eventos deportivos entre los que se encuentran los Juegos Olímpicos de Londres 2012, los Juegos Olímpicos de Río de Janeiro 2016, los partidos de la Liga ACB, los partidos del Valencia Basket en la Eurocup y los partidos amistosos de la Selección de baloncesto de España. Todo esto le hizo convertirse en la voz del baloncesto español.
Finalmente, en 2016, y por falta de entendimiento con RTVE, decide dejar la televisión pública española.
Tras dejar RTVE comenzó a comentar en 2017 el circuito más prestigioso del pádel mundial, el World Padel Tour, en GOL TV.
En octubre de 2019 se confirma su vuelta a narrar partidos de baloncesto, al fichar por la plataforma de deportes en línea DAZN, que se había hecho, meses antes, con los derechos de la Euroliga y de la Liga de Campeones de Baloncesto.
El 1 de noviembre de 2021 anunció de manera pública que dejaba el World Padel Tour, así como, días antes, anunció que dejaba DAZN, siendo el partido entre el Unics Kazan y el Real Madrid el último que comentaría en la plataforma.